# 華東理工大学
華東理工大学（かとうりこうだいがく、华东理工大学、華東理工大學、拼音: huá dōng lǐ gōng dà xué、英語: East China University of Science and Technology）は、1952年に創立された、上海市徐匯区に所在する中華人民共和国の国立大学である。

## 沿革

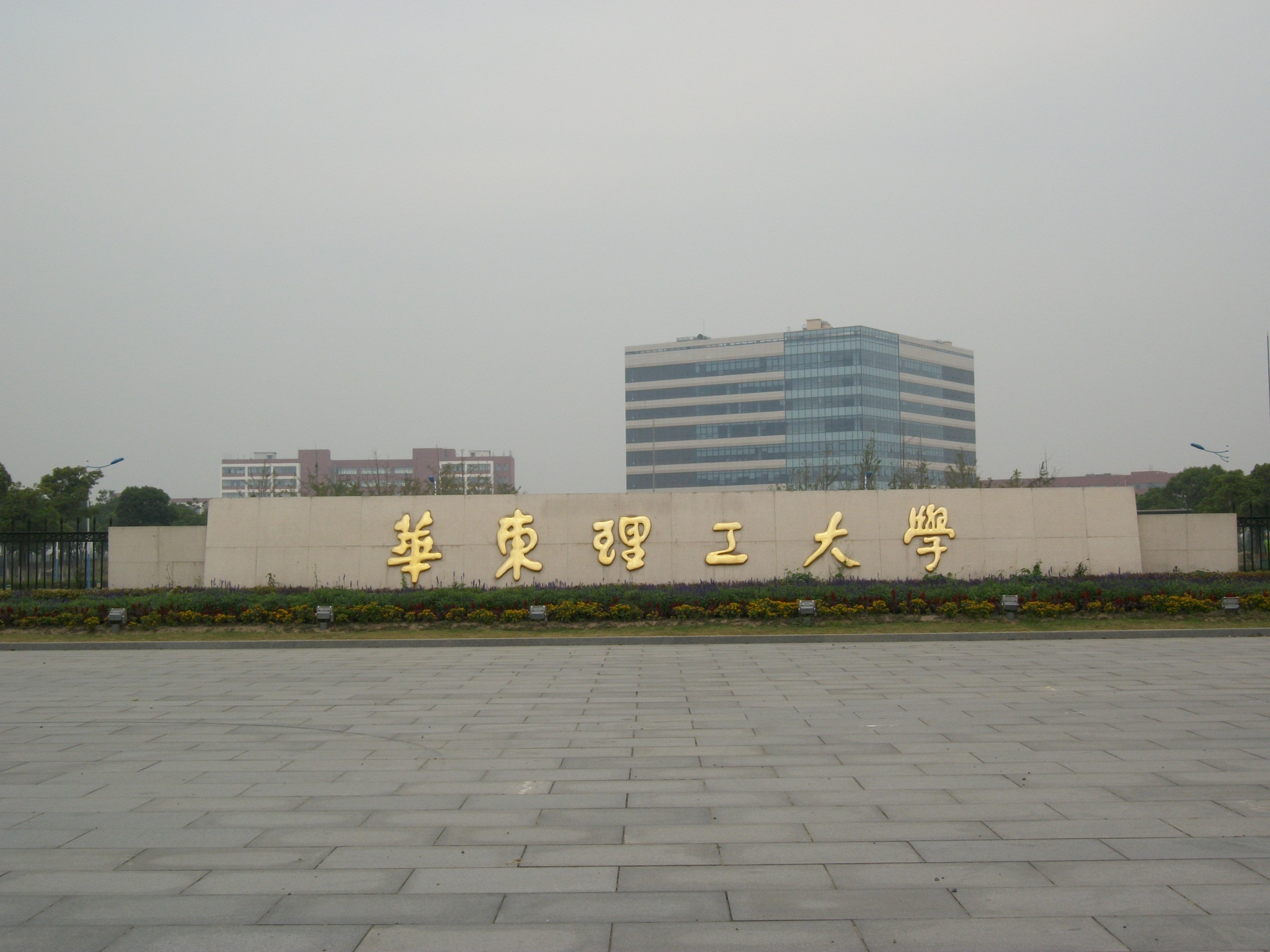
華東理工大学奉賢キャンパス正門

- 1993年 - 華東理工大学に改称。

## 組織
- 化工学院
- 生物工程学院
- 化学与分子工程学院
- 薬学院
- 材料科学与工程学院
- 信息科学与工程学院
- 機械与動力工程学院
- 外国語学院
  - 英語系
  - 日語系
  - 徳語系
- 社会与公共管理学院
- 芸術設計与伝媒学院
- 資源与環境工程学院
- 理学院
- 法学院
- 体育科学与工程学院
- 商学院

## 日本における協定校
- 東京海洋大学
- 昭和女子大学
- 大阪工業大学
- びわこ成蹊スポーツ大学
- 大阪成蹊大学
- 大阪成蹊短期大学